# Molly Meech
Molly Meech (ur. 31 marca 1993 w Taurandze) – nowozelandzka żeglarka sportowa, srebrna medalistka olimpijska z Rio de Janeiro.
Zawody w 2016 były jej pierwszymi igrzyskami olimpijskimi. W Brazylii zajęła drugie miejsce w klasie 49erFX, załogę jachtu tworzyła również Alex Maloney. W 2013 wspólnie sięgnęły po złoty medal mistrzostw świata.
Jej brat Sam także jest żeglarzem i medalistą olimpijskim z Rio de Janeiro.